# Catharina Opalińska
Catharina Opalińska (Poznań, 13 oktober 1680 – Lunéville, 19 maart 1747) was koningin (gemalin) van het Pools-Litouwse Gemenebest en later hertogin van het hertogdom Lotharingen.
Catharina was een dochter van Jan Karol Opaliński en diens vrouw Zofia Czarnkówska. Op 10 mei 1698 trouwde Catharina met Stanislaus Leszczyński, die koning was van het Pools-Litouwse Gemenebest (1704-1709 en 1733-1736). Hij werd in 1737 hertog van het hertogdom Lotharingen. In 1699 werd koningin Catharina moeder van hun eerste kind, Anna Leszczyńska. En in 1703 werd ze moeder van hun tweede kind Maria Leszczyńska, de toekomstige vrouw van de Franse koning Lodewijk XV.
Toen koningin Catharina stierf op 19 maart 1747, gaf haar schoonzoon koning Lodewijk XV het bevel de begrafenis te laten plaatsvinden in Notre-Dame Kathedraal in Parijs. De lijkdienst was "en grand deuil", hetgeen wil zeggen dat het Franse hof gedurende enige tijd in rouw was ondergedompeld door het overlijden van de moeder van de Franse koningin.
Haar graftombe is in de Notre-Dame-de-Bonsecours in Nancy.
Catharina was onder andere grootmoeder van dauphin Lodewijk Ferdinand.
- Bibliothèque nationale de France: cb14978036n (data)
- Gemeinsame Normdatei: 1012920631
- International Standard Name Identifier: 0000 0001 2026 8950
- Library of Congress Control Number: nr2003011449
- Nationale Bibliotheek van Polen: a0000002032862
- LIBRIS: 286675
- Système universitaire de documentation: 180913506
- Virtual International Authority File: 61527887
- WorldCat: E39PBJbCVfrBWChVd7khVm4THC